# Gabriele Rabkin
Gabriele Rabkin (* 1951 in Bielefeld) ist eine deutsche Psychologin und Pädagogin. Ihre Arbeitsschwerpunkte liegen im Bereich von humanistischer Psychologie, Literacy (Storytelling in Verbindung mit kreativem Gestalten), Biografiearbeit, Sozial-emotionalem Lernen (SEL), Friedenserziehung und Diversity.

## Werdegang
Gabriele Rabkin absolvierte ein Doppelstudium in Psychologie und Erziehungswissenschaft an der Universität Hamburg. Anschließend arbeitete sie ein Jahr als Austauschwissenschaftlerin an der Staatlichen Universität Sankt Petersburg, psychologische Fakultät. Ihre Dissertation zum Dr. phil. verfasste sie zum Thema Schreibanregungen in Theorie und Praxis an der Universität Hamburg. Ihr langjähriger Mentor war Gottfried Hausmann.
Im Rahmen ihrer Tätigkeit am Landesinstitut für Lehrerbildung und Schulentwicklung in Hamburg (1990–2017) war sie überwiegend als projektverantwortliche Leiterin für Konzeptentwicklung und Koordination tätig. In zwei Projekten geschah dies in enger Kooperation mit dem UNESCO-Institut für Lebenslanges Lernen in Hamburg. Hierbei handelt es sich um „Wege zu Schrift und Kultur: Anregungen zum Freien Schreiben und Gestalten“ und „Family Literacy (FLY)“. Im Rahmen des erstgenannten Projekts entstand auch die Veröffentlichung „Fantasien von Kindern aus aller Welt“. Dem Buch liegt eine Sammlung von ca. 2500 bis 3000 Bildern und Texten von 7- bis 17-Jährigen zugrunde, die aus 30 Ländern stammen. Dieser Fundus ist archiviert im Archiv für Kindertexte Eva Maria Kohl der Martin-Luther-Universität Halle-Wittenberg. In den Jahren von 2000 bis 2005 arbeitete Gabriele Rabkin ehrenamtlich mit tibetischen Flüchtlingskindern im Exil.

## Aktuelles Engagement
Seit 2018 arbeitet sie Mitarbeit in der Friedensinitiative der Universität Hamburg mit und ist Lehrbeauftragte an der Universität Hamburg. Seit 2003 ist sie Erste Vorsitzende der ‘‘Gustav Prietsch-Stiftung", Hamburg. Sie betreibt Nachlassforschung zum Werk ihres Großvaters, des expressionistischen Malers Victor Tuxhorn.

## Veröffentlichungen (Auswahl)

### Monographien
- Anregungen zum freien Schreiben und Gestalten. Band I: Der Engel fliegt zu einem Kind... Anregungen aus der bildenden Kunst. Stuttgart 1995, ISBN 3-12-554680-X.
- Schreibanregungen in Theorie und Praxis. Hamburg 1998, ISBN 3-8258-3870-6.
- Anregungen zum freien Schreiben und Gestalten. Band II: Die schöne Hexe. Anregungen aus der Ganzheits- und Gestaltpsychologie. Stuttgart 2000, ISBN 3-12-554681-8.
- Far away from Home. Tibetan Refugee Children Write and Paint their Stories. New Delhi 2006, ISBN 81-86230-52-1.

### Herausgeberschaften (Auswahl)
- mit H. Arntzen u. a.: Fantasien von Kindern aus aller Welt. Hamburg/Stuttgart 1998, ISBN 3-12-554723-7.
- mit M. Elfert: Gemeinsam in der Sprache baden: Family Literacy. Stuttgart 2007, ISBN 978-3-12-555111-4.
- 2004 – 2014 Learning to FLY – Familienorientierte Bildung im Raum Schule, Family-oriented literacy education in schools. Hamburg 2014, ISBN 978-3-00-045161-4.